# 有福村 (広島県)
有福村（ありふくむら）は、広島県甲奴郡にあった村。現在の府中市の一部にあたる。

## 地理
江の川水系上下川支流・嵯峨川の流域に位置していた。

## 歴史
- 1889年（明治22年）4月1日、町村制の施行により、甲奴郡有福村が単独で村制施行し、有福村が発足[1][2]。二森村、小塚村、小堀村、有福村の町村組合を結成し役場を小堀村に設置[1]。
- 1895年（明治28年）10月1日、甲奴郡二森村、小塚村、小堀村と合併し、吉野村を新設して廃止された[1][2]。

### 地名の由来
隣村有田村、福田村とともに賀茂社領荘園であり、有田の有と福田の福を組み合わせたもの。

## 産業
- 農業[1]

## 教育
- 1891年（明治24年）有福尋常小学校開校[1]。

## 名所・旧跡
- 賀茂神社[1]